# Atypisches Plexuspapillom
Als atypisches Plexuspapillom wird ein seltener Hirntumor, der vom Epithel des Plexus choroideus ausgeht bezeichnet, der eine Neigung zu Rezidiven aufweist. Der vor allem bei Säuglingen und Kleinkindern auftretende Tumor  wird nach der WHO-Klassifikation der Tumoren des zentralen Nervensystems als Grad II eingeteilt. Von atypischen Plexuspapillomen abzugrenzen sind das gutartige Plexuspapillom und das Plexuskarzinom, ein bösartiger Tumor.

## Symptome
Aufgrund ihrer Lage innerhalb des Ventrikelsystems behindern atypische Plexuspapillome häufig den Fluss des Nervenwassers, was zu einer Erhöhung des Hirndrucks führen kann. Kopfschmerz, Übelkeit und Erbrechen sind typische aber unspezifische Symptome.

## Pathologie

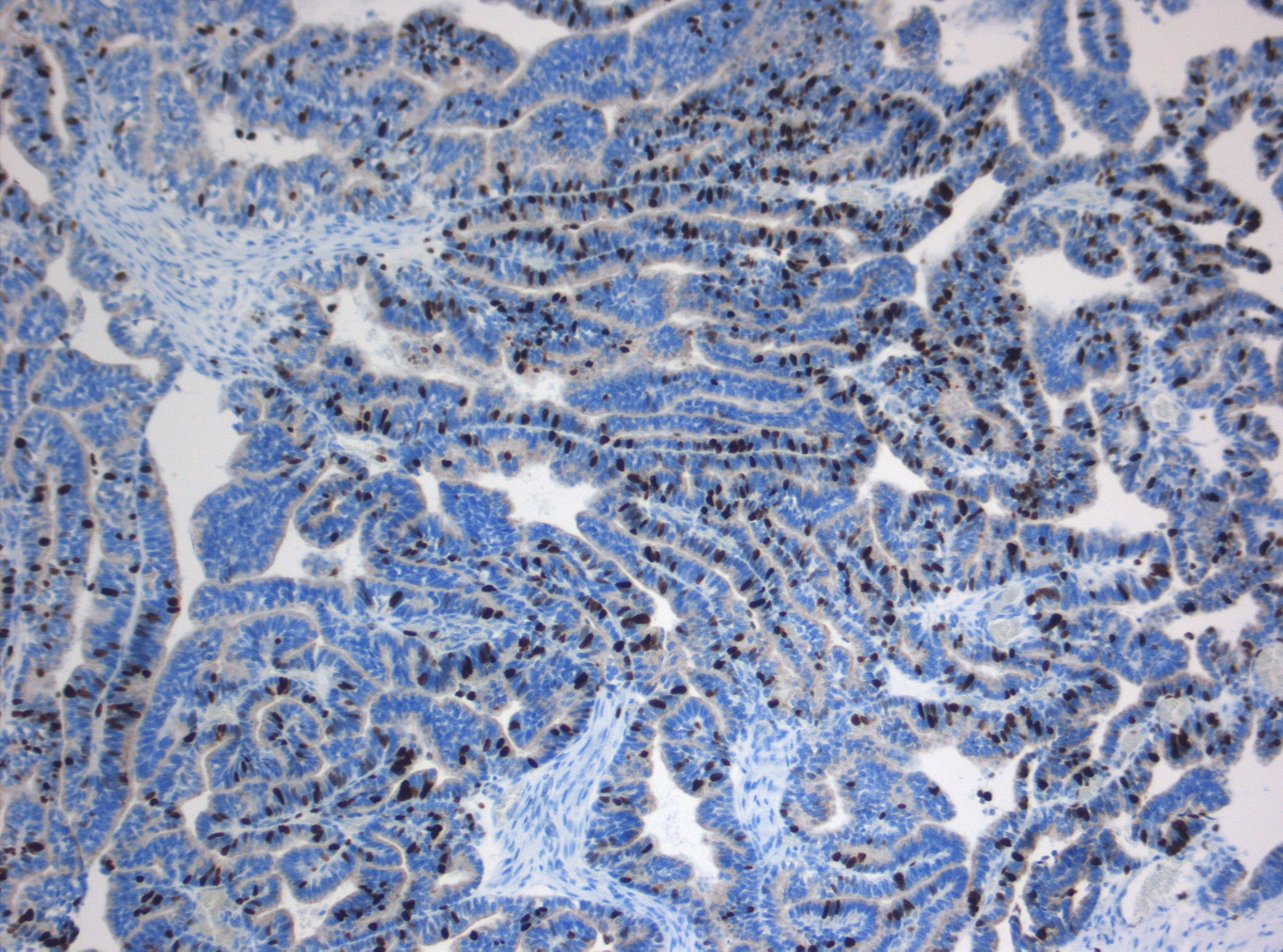
Atypisches Plexuspapillom mit erhöhter proliferativer Aktivität in der immunhistochemischenFärbung für Ki-67.
Proliferierende Tumorzellkerne sind braun gefärbt. Gegenfärbung mit Hämatoxylin. Vergrößerung 100×.

Das histologische Bild ähnelt dem von Plexuspapillomen, atypische Plexuspapillome weisen jedoch eine erhöhte mitotische Aktivität auf, während Malignitätskriterien für ein Plexuskarzinom nicht erfüllt werden.

## Therapie
Der Tumor kann nicht immer operativ vollständig entfernt werden. Aufgrund der Seltenheit von atypischen Plexuspapillomen wird die weitere Behandlung im Rahmen klinischer Studien erfolgen. Eine internationale Therapiestudie, die unter der Schirmherrschaft der Internationalen Gesellschaft für Pädiatrische Onkologie (SIOP) durchgeführt wird, ist die CPT-SIOP-2000-Studie.

## Prognose
Nach vollständiger operativer Entfernung ist die Prognose von atypischen Plexuspapillomen (insbesondere bei Kindern unter drei Jahren) relativ günstig. Eine postoperative Chemotherapie wird in der Regel nur bei nicht vollständig operativ entfernten atypischen Plexuspapillomen durchgeführt. Nur in Einzelfällen wurde eine bösartige Entartung von atypischen Plexuspapillomen beschrieben.